# HMS Valorous (L00)
«Валорос» (L00) (англ. HMS Valorous (L00) — військовий корабель, лідер ескадрених міноносців «Адміралті» типу «V» Королівського військово-морського флоту Великої Британії за часів Першої та Другої світових і Громадянської війни в Росії.

## Історія створення
«Валорос» був закладений 25 травня 1916 року на верфі компанії William Denny and Brothers у Дамбартоні. 5 серпня 1917 року він був спущений на воду, а 21 серпня 1917 року увійшов до складу Королівських ВМС Великої Британії.

## Історія служби
Корабель брав участь у бойових діях на морі в Першій та Другій світових війнах, а також залучався разом з іншими британськими кораблями до бойових дій в акваторії Балтійського моря, захищаючи незалежність Балтійських країн під час громадянської війни в колишній Російській імперії. У роки Другої світової переважно бився в Атлантиці. За проявлену мужність та стійкість у боях бойовий корабель заохочений бойовою відзнакою.